# Мурадов, Махмуд
Махмуд Мурадов (узб. Mahmud Murodov; род. 8 февраля 1990) — Узбеко-чешский боец смешанных боевых искусств.  
Выступает под эгидой «UFC» в средней весовой категории. Проживает в Чехии не имея местного гражданства, в 2018 году получил гражданство Узбекистана.

## Биография

### Ранние годы
Махмуд Мурадов родился в Душанбе. В 1992 году его семья переехала в Бухару, Узбекистан. В связи с эмиграцией, в течение многих лет, у Мурадова не было гражданства.
Как рассказывает Махмуд, в его первом тренировочном зале отсутствовала вода, свет и газ, в нём было холодно и протекала крыша.
Когда Мурадову было 14 лет, его отец попал в автокатастрофу. В связи с этим Махмуд и его брат начали работать, пропуская школу. Когда ему было 17 лет, они уехали на заработки в город Томск. Там он начал заниматься боевым самбо под руководством известного томского тренера Ваче Размиковича Асланяна . Является кандидатом в мастера спорта по боевому самбо. Сначала они  с братом работали на стройке и им приходилось жить в комнате, где проживало ещё двенадцать человек. Спустя некоторое время они устроились работать в охрану, за счёт чего у них появилось больше времени на тренировки.
Снимался в гей-порно под именем Akhmed Virt.
Личная жизнь
Мурадов состоял в отношениях с чешской певицей Моникой Багаровой. 27 мая 2020 года у пары родилась дочь Румия (по-чешски: Rumia). В 2022 году Мурадов и Багарова расстались.

## Карьера
В 2011 году 4 ноября Махмуд переехал в Прагу, где проживает и по сей день. Начал карьеру в 2012 году, когда дебютировал в K1EL. Так же известен своими боями в таких организациях как Oktagon MMA, XFN, NW.
В августе 2019 года Флойд Мейвезер заключил контракт с Мурадовым, назвав его лучшим бойцом ММА в мире. Таким образом, Махмуд стал частью промоутерской компании Mayweather Promotions.
В мае 2024 года стало известно, что первый боец UFC в истории Узбекистана Махмуд Мурадов (26-8) был исключен из американского промоушена. Боец сам сообщил об этом в социальных сетях, отметив, что пока не знает причин решения организации. Узбекский боец заявил, что сейчас ведётся работа по выяснению причины отстранения Мурадова из организации.

### Ultimate Fighting Championship
В 2019 году Махмуд Мурадов подписал контракт с UFC. Дебютный бой в новой организации состоялся в Копенгагене, 28 сентября 2019 года на турнире UFC Fight Night 160 с победы над Алессио ди Кирико.
7 декабря 2019 года в Вашингтоне, на UFC on ESPN 7 был его второй бой, где соперником Мурадова стал Тревор Смит. Махмуд одержал победу нокаутом. В тот вечер Дана Вайт признал это лучшим нокаутом вечера.
Третий бой прошёл 23 января 2021 года на турнире UFC 257 в Абу-Даби против Эндрю Санчеса, где Мурадов победил соперника техническим нокаутом.

## Статистика боев
| Боёв 33  | Побед 25 | Поражений 8 |
| -------- | -------- | ----------- |
| Нокаутом | 17       | 1           |
| Сдачей   | 3        | 4           |
| Решением | 5        | 3           |

| Результат | Рекорд | Соперник                  | Способ                                 | Организация                                   | Дата       |
| --------- | ------ | ------------------------- | -------------------------------------- | --------------------------------------------- | ---------- |
| Победа    | 26-8   | Брайэн Барбарена          | Единогласное решение                   | UFC Fight Night: Aspinall vs. Tybura          | 22.07.2023 |
| Поражение | 25-8   | Кайо Борральо             | Единогласное решение                   | UFC 280                                       | 22.10.2022 |
| Поражение | 25-7   | Джеральд Мершарт          | Сабмишном (удушение сзади)             | UFC on ESPN 30: Барбоза - Чикадзе             | 28.08.2021 |
| Победа    | 25-6   | Эндрю Санчес              | Технический нокаут                     | UFC 257                                       | 24.01.2021 |
| Победа    | 24-6   | Тревор Смит               | Нокаут                                 | UFC on ESPN 7                                 | 07.12.2019 |
| Победа    | 23-6   | Алессио Де Кирико         | Единогласное решение                   | UFC Fight Night 160                           | 28.09.2019 |
| Победа    | 22-6   | Уэнделл Оливейра Маркес   | Технический нокаут (удары)             | Oktagon MMA Oktagon 13                        | 27.07.2019 |
| Победа    | 21-6   | Альберто Перейра Уда      | Технический нокаут (удары)             | Oktagon MMA Oktagon 12                        | 08.06.2019 |
| Победа    | 20-6   | Tato Primera              | Нокаут (удар)                          | NOW Night of Warriors 15                      | 06.04.2019 |
| Победа    | 19-6   | Диего Гонсалес            | Единогласное решение                   | XFN 17 X Fight Nights 17                      | 16.03.2019 |
| Победа    | 18-6   | Гжегож Чиви               | Нокаут (удар)                          | XFN 15 X Fight Nights 15                      | 27.12.2018 |
| Победа    | 17-6   | Деян Топальский           | Технический нокаут                     | XFN 12 X Fight Nights 12                      | 06.10.2018 |
| Победа    | 16-6   | David Ramires             | Технический нокаут                     | XFN 11 Back to the O2 Arena                   | 28.06.2018 |
| Победа    | 15-6   | Эдвальдо Хосе де Оливейра | Технический нокаут                     | XFN 8 Vemola vs. Sloane                       | 03.03.2018 |
| Победа    | 14-6   | Томас Пенз                | Технический нокаут (удары)             | XFN 6 X Fight Nights 6                        | 07.12.2017 |
| Победа    | 13-6   | Зорэн Дод                 | Единогласное решение                   | XFN 3 X Fight Nights 3                        | 25.06.2017 |
| Победа    | 12-6   | Shota Lagvilava           | Технический нокаут (удары)             | STB Simply the Best 14                        | 29.04.2017 |
| Поражение | 11-6   | David Ramires             | Технический нокаут                     | XFN 2 X Fight Nights 2                        | 18.12.2016 |
| Победа    | 11-5   | Damian Chandzel           | Болевой приём (удушение)               | NOW Night of Warriors 10                      | 05.11.2016 |
| Победа    | 10-5   | Рафаэль Сильва            | Единогласное решение                   | XFN X Fight Nights                            | 12.06.2016 |
| Победа    | 9-5    | Томас Кузела              | Единогласное решение                   | NOW Night of Warriors 9                       | 12.03.2016 |
| Победа    | 8-5    | Андреас Биргельс          | Технический нокаут (удары)             | Caveam — Bitva Roku 2015                      | 19.03.2015 |
| Поражение | 7-5    | Мацей Розански            | Единогласное решение                   | Fighting Zone — Cage Time 1                   | 10.12.2014 |
| Победа    | 7-4    | Istvan Toth               | Болевой приём (удушение сзади)         | CMTA Pardal Gladidators Night Cage 3          | 24.05.2014 |
| Победа    | 6-4    | Krzysztof Klepacz         | Технический нокаут (удары)             | MMAA — MMAA Arena 3                           | 07.03.2014 |
| Победа    | 5-4    | Питер Кэпкович            | Болевой приём (удушение гильотиной)    | Fight Explosion — Navrat Kralov               | 06.12.2013 |
| Поражение | 4-4    | Ливио Викториано          | Болевой приём (удушение треугольником) | MMAA 2 — Vemola vs. Knize                     | 10.11.2013 |
| Поражение | 4-3    | Мацей Розански            | Болевой приём (удушение гильотиной)    | BA 3 — The Return                             | 11.05.2013 |
| Победа    | 4-2    | Павол Лангер              | Технический нокаут (удары)             | TNG Trutnovs Night Of Gladiators              | 07.02.2013 |
| Поражение | 3-2    | Марчин Криштофяк          | Раздельным решением                    | MFC 5 — Makowski Fighting Championship        | 08.12.2012 |
| Победа    | 3-1    | Кристоф Штайнман          | Технический нокаут (удары)             | Cage XFC — International Lake Constance Cup 2 | 20.10.2012 |
| Поражение | 2-1    | Камил Цибинский           | Болевой приём (рычаг локтя)            | MMAA — MMAA Arena                             | 30.09.2012 |
| Победа    | 2-0    | Франсиско Сильва          | Технический нокаут (удары)             | CMTA — Pardal Gladidators Night Cage 1        | 19.05.2012 |
| Победа    | 1-0    | Патрик Йевицко            | Технический нокаут (удары)             | K1EL — Round 2                                | 29.04.2012 |